# Expreso JFK
El Expreso JFK, presentado en comerciales como The Train to The Plane, (Del tren al Avión en español) fue un servicio de paga premium del metro de la ciudad de Nueva York, que conectaba Midtown Manhattan con Howard Beach–Aeropuerto JFK en la línea Rockway, donde un bus conecta al Aeropuerto Internacional John F. Kennedy. AirTrain JFK ahora responde al propósito de este autobús. Actualmente Howard Beach opera todo el tiempo con los trenes "A" (Expreso de la Octava Avenida). Sin embargo, AirTrain también conecta la estación de Jamaica con el servicio ferrocarriles de Long Island hacia Manhattan.
El importe de la tarifa especial se combraba en los propios vagones. El expreso JFK usaba exclusivamente vagones modelo R46 hasta sus días finales cuando el modelo R44 empezó a ser usado para reponer los vagones R46, que estaban siendo reemplazados debido a que su vida útil había terminado.
El servicio Expreso JFK empezó a operar el 23 de septiembre de 1978. La Autoridad Metropolitana de Tránsito creó un anuncio de 30 segundos para promocionar el servicio. El Expreso JFK no tuvo éxito. No logró atraer a más pasajeros, debido a que el tren ni siquiera servía a las terminales de las aerolíneas. El tren dejó de operar el 15 de abril de 1990, mucho  antes que empezara a operar el AirTrain JFK. Archivado el 11 de marzo de 2007 en Wayback Machine.
Durante su periodo de servicio, a los pasajeros regulares se les permitió ocasionalmente abordar el tren debido a interrupciones en otros servicios, como el cierre de 1988 del extremo sur del puente de Manhattan .
Las siguientes líneas fueron usadas por el servicio Expreso JFK:
| Línea                                                                      | Vías    | Cuando  |
| -------------------------------------------------------------------------- | ------- | ------- |
| Línea de la Calle 63 (línea completa)                                      | N/D     | siempre |
| Línea de la Sexta Avenida al norte de West Fourth Street–Washington Square | expreso | siempre |
| Línea de la Octava Avenida al sur de West Fourth Street–Washington Square  | expreso | siempre |
| Línea de la Calle Fulton al norte de Rockaway Boulevard                    | expreso | siempre |
| Línea Rockway al norte de Howard Beach–Aeropuerto JFK                      | N/D     | siempre |

## Lista de estaciones

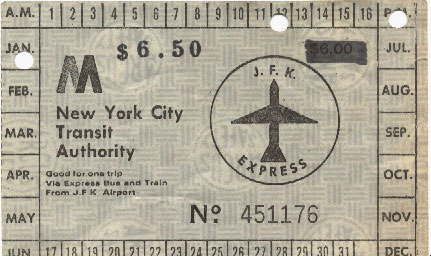
Boleto

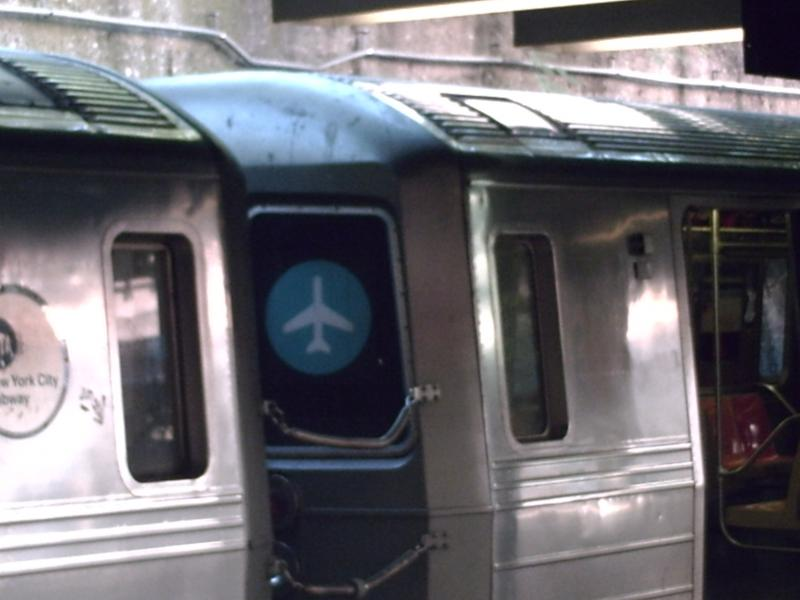
El logo del Expreso JFK en Franklin Avenue Shuttle

| Leyenda de la estación de servicio | Leyenda de la estación de servicio |
| ---------------------------------- | ---------------------------------- |
| Hace paradas todo el tiempo        | Paradas todo el tiempo             |
| Detalles del periodo de tiempo     |                                    |

| JFK Express                 | Station                              | Acceso para discapacitados | Notas                                                                                                |
| --------------------------- | ------------------------------------ | -------------------------- | --- |
| Queens                      |                                      |                            | |
| Hace paradas todo el tiempo | 21st Street–Queensbridge             | Acceso para discapacitados | nueva terminal después de la construcción de la línea de la Calle 63; abrió el 29 de octubre de 1989 |
| Manhattan                   |                                      |                            | |
| Hace paradas todo el tiempo | Roosevelt Island                     | Acceso para discapacitados | abrió el 29 de octubre de 1989                                                                       |
| Hace paradas todo el tiempo | Lexington Avenue–63rd Street         | Acceso para discapacitados | abrió el 29 de octubre de 1989                                                                       |
| Hace paradas todo el tiempo | 57th Street                          |                            | terminal original antes que abriera la línea de la Calle 63                                          |
| Hace paradas todo el tiempo | 47th–50th Streets–Rockefeller Center |                            | |
| Hace paradas todo el tiempo | 42nd Street–Bryant Park              |                            | |
| Hace paradas todo el tiempo | 34th Street–Herald Square            |                            | |
| Hace paradas todo el tiempo | West Fourth Street–Washington Square | Acceso para discapacitados | |
| Hace paradas todo el tiempo | Chambers Street                      | Acceso para discapacitados | |
| Hace paradas todo el tiempo | Broadway–Nassau Street               |                            | |
| Brooklyn                    |                                      |                            | |
| Hace paradas todo el tiempo | Jay Street–Borough Hall              |                            | |
| Queens                      |                                      |                            | |
| Hace paradas todo el tiempo | Howard Beach–JFK Airport             | {Local}                    | transferencia hacia las terminales del aeropuerto                                                    |